# Olympisches Komitee des Kosovo
Das Olympische Komitee des Kosovo (albanisch Komiteti Olimpik i Kosovës, KOK, serbisch Олимпијски комитет Косова Olimpijski komitet Kosova, OKK) ist das Nationale Olympische Komitee, welches die Republik Kosovo bei den Olympischen Spielen repräsentiert. Gegründet wurde das Komitee im Jahr 1992. Die Aufnahme als Mitglied beim IOC und der olympischen Bewegung erfolgte am 1. Dezember 2014.

## Geschichte
Der Kosovo nahm erstmals 2015 an den Europaspielen in Baku sowie an den Olympischen Sommerspielen 2016 in Rio de Janeiro teil. Judoka Nora Gjakova gewann mit Bronze die erste Medaille für das Kosovo bei den Europaspielen, ihre Kollegin Majlinda Kelmendi wurde die erste olympische Medaillengewinnerin aus dem Kosovo nach ihrem Sieg in der 52 kg Klasse. 2018 in Tarragona gab das Kosovo sein Debüt bei den Mittelmeerspielen. Die kosovarische Delegation gewann insgesamt vier Medaillen, alle in der Sportart Judo: Akil Gjakova gewann Gold bei den Herren. Bei den Damen gewannen Distria Krasniqi sowie Nora Gjakova weitere Goldmedaillen und Loriana Kuka Silber.